# Grand Prix La Marseillaise 2024
La 45e édition du Grand Prix cycliste de Marseille - La Marseillaise a lieu le 28 janvier 2024. La course fait partie du calendrier UCI Europe Tour 2024 en catégorie 1.1 (troisième niveau mondial). C'est également la première épreuve de la Coupe de France de cyclisme sur route 2024. C’est le Luxembourgeois Kevin Geniets qui s’impose après être sorti avec Alex Baudin dans les 25 derniers kilomètres.

## Présentation

### Parcours
Le départ de l'édition 2024 se fait du quartier de l'Estaque, espace Mistral, pour une mise en jambe vers Septèmes-les-Vallons. Après un passage au pas de la Couelle, la course entre dans le département du Var, près de Saint-Zacharie. Après Nans-les-Pins et le sommet de l'hostellerie de la Sainte-Baume, retour dans les Bouches-du-Rhône, par le sommet de l'Espigoulier, Gémenos, le col de l'Ange, la route des Crêtes, puis une arrivée au stade Vélodrome en dénouement des 167,5 kilomètres de course.

### Équipes
Le Grand Prix de la Marseillaise est classée en catégorie 1.1 de l'UCI Europe Tour. Par conséquent, la course est ouverte aux équipes UCI WorldTeam dans la limite de 50 % des équipes participantes, aux équipes continentales professionnelles, aux équipes continentales et aux équipes nationales.
Vingt équipes participent au Grand Prix de la Marseillaise : cinq WorldTeams, neuf ProTeams et six équipes continentales, pour un total de 140 coureurs :
| WorldTeams (5)- Alpecin-Deceuninck - Arkéa-B&B Hotels - Cofidis - Decathlon-AG2R La Mondiale - Groupama-FDJ ProTeams (9)- Bingoal WB - Caja Rural-Seguros RGA - Corratec-Vini Fantini - Equipo Kern Pharma - Lotto Dstny - Team Flanders-Baloise - TotalEnergies - Tudor Pro Cycling Team - Uno-X Mobility Équipes continentales (6)- Beltrami TSA-Tre Colli - CIC U Nantes Atlantique - Nice Métropole Côte d'Azur - Philippe Wagner-Bazin - Saint Michel-Mavic-Auber 93 - Van Rysel-Roubaix |
| |

### Principaux coureurs présents
L'équipe du vainqueur de l'an passé EF Education-EasyPost, n'est pas présente. Par contre, Valentin Ferron 2e de l’édition précédente et les vainqueurs de 2021 et 2022 sont au départ. Magnus Cort Nielsen, Matteo Trentin et Kévin Vauquelin sont également parmi les favoris.

### Diffusion
France 3 Provence-Alpes-Côte d'Azur et Eurosport diffusent la course.

## Déroulement de la course
Les coureurs Hugo Toumire (Cofidis), Théo Delacroix (Saint Michel-Auber 93), Jelle Vermoote (Circus-Re Uz-Technord), Alex Colman (Sport Vlaanderen et Jean-Louis Le Ny (Nice Métropole Côte d'Azur) forment l’échappée du jour après une longue bataille. Ils sont rattrapés à 32km de l’arrivée alors que l’équipe Décathlon AG2R La Mondiale roule à l’avant du peloton. Kevin Geniets et Alex Baudin parviennent à s’échapper et basculent en tête au col de la Gineste alors que Kévin Vauquelin, intercalé entre le peloton et les deux fuyards, tente de recoller. Geniets lance son sprint à 200m de la ligne et s’impose devant Baudin et Vauquelin qui revient dans les dernières mètres. Le Français Pierre Gautherat règle le peloton et prend la 4e place.
« Voir le Grand prix La Marseillaise 2024 » [vidéo], 28 janvier 2024

## Classements

### Classement final
| \| Classement général \| Classement général \| Classement général \| Classement général \| Classement général \| \| Coureur \| Coureur \| Pays \| Équipe \| Temps \| \| ------------------ \| ------------------ \| ------------------ \| -------------------------- \| ------------------ \| \| 1er \| Kevin Geniets \| Luxembourg \| Groupama-FDJ \| 4 h 07 min 52 s \| \| 2e \| Alex Baudin \| France \| Decathlon-AG2R La Mondiale \| + 0 s \| \| 3e \| Kévin Vauquelin \| France \| Arkéa-B&B Hotels \| + 10 s \| \| 4e \| Pierre Gautherat \| France \| Decathlon-AG2R La Mondiale \| + 1 min 14 s \| \| 5e \| Pau Miquel \| Espagne \| Equipo Kern Pharma \| + 1 min 14 s \| \| 6e \| Quentin Pacher \| France \| Groupama-FDJ \| + 1 min 14 s \| \| 7e \| Jenno Berckmoes \| Belgique \| Lotto Dstny \| + 1 min 14 s \| \| 8e \| Eduard Prades \| Espagne \| Caja Rural-Seguros RGA \| + 1 min 14 s \| \| 9e \| Matteo Trentin \| Italie \| Tudor Pro Cycling Team \| + 1 min 14 s \| \| 10e \| Damien Girard \| France \| Nice Métropole Côte d'Azur \| + 1 min 14 s \| |                  |            |                            |                 |
| |                  |            |                            |                 |
| Source : ProCyclingStats |                  |            |                            |                 |
| Classement général |                  |            |                            |                 |
| Coureur | Coureur          | Pays       | Équipe                     | Temps           |
| 1er | Kevin Geniets    | Luxembourg | Groupama-FDJ               | 4 h 07 min 52 s |
| 2e | Alex Baudin      | France     | Decathlon-AG2R La Mondiale | + 0 s           |
| 3e | Kévin Vauquelin  | France     | Arkéa-B&B Hotels           | + 10 s          |
| 4e | Pierre Gautherat | France     | Decathlon-AG2R La Mondiale | + 1 min 14 s    |
| 5e | Pau Miquel       | Espagne    | Equipo Kern Pharma         | + 1 min 14 s    |
| 6e | Quentin Pacher   | France     | Groupama-FDJ               | + 1 min 14 s    |
| 7e | Jenno Berckmoes  | Belgique   | Lotto Dstny                | + 1 min 14 s    |
| 8e | Eduard Prades    | Espagne    | Caja Rural-Seguros RGA     | + 1 min 14 s    |
| 9e | Matteo Trentin   | Italie     | Tudor Pro Cycling Team     | + 1 min 14 s    |
| 10e | Damien Girard    | France     | Nice Métropole Côte d'Azur | + 1 min 14 s    |

## Attributions des points

### Classements UCI
La course attribue aux coureurs le même nombre des points pour l'UCI Europe Tour 2024 et le Classement mondial UCI.
| Position           | 1er | 2e | 3e | 4e | 5e | 6e | 7e | 8e | 9e | 10e | 11e | 12e | 13e à 15e | 16e à 25e |
| Classement général | 125 | 85 | 70 | 60 | 50 | 40 | 35 | 30 | 25 | 20  | 15  | 10  | 5         | 3         |

### Classements Coupe de France
L'ordre d'arrivée de l'épreuve détermine le nombre de points attribués pour le classement général individuel de la Coupe de France 2024.
| Position | 1er | 2e | 3e | 4e | 5e | 6e | 7e | 8e | 9e | 10e | 11e | 12e | 13e | 14e | 15e |
| Points   | 50  | 35 | 25 | 20 | 18 | 16 | 14 | 12 | 10 | 8   | 6   | 5   | 3   | 3   | 3   |

Le classement par équipes de la Coupe de France est établi de la manière suivante : on additionne les places des trois premiers coureurs pour définir le score de chaque équipe. Puis les équipes sont classées par score décroissant. L'équipe avec le total le plus faible sera la première et recevra 12 points au classement des équipes, jusqu'à la neuvième équipe qui marquera deux points. Seules les équipes françaises marquent des points.
| Position | 1re | 2e | 3e | 4e | 5e | 6e | 7e | 8e | 9e |
| Points   | 12  | 9  | 8  | 7  | 6  | 5  | 4  | 3  | 2  |

## Liste des participants
| Légende | Légende                                                                     | Légende | Légende                                                    |
| ------- | --------------------------------------------------------------------------- | ------- | ---------------------------------------------------------- |
| Num     | Dossard de départ porté par le coureur sur le Grand Prix de la Marseillaise | Pos     | Position à l'arrivée de la course                          |
|         | Indique un maillot de champion national ou mondial, suivi de sa spécialité  | NP      | Indique un coureur qui n'a pas pris le départ de la course |
| AB      | Indique un coureur qui n'a pas terminé la course                            | HD      | Indique un coureur qui a terminé la course hors des délais |
| DSQ     | Indique un coureur qui a été disqualifié de la course                       |         |                                                            |

| Decathlon-AG2R La Mondiale DAT | Decathlon-AG2R La Mondiale DAT | Decathlon-AG2R La Mondiale DAT |
| ------------------------------ | ------------------------------ | ------------------------------ |
| Num                            | Coureur                        | Pos                            |
| 1                              | Aurélien Paret-Peintre (FRA)   | 16e                            |
| 2                              | Alex Baudin (FRA)              | 2e                             |
| 3                              | Sander De Pestel (BEL)         | 114e                           |
| 4                              | Pierre Gautherat (FRA)         | 4e                             |
| 5                              | Jordan Labrosse (FRA)          | 39e                            |
| 6                              | Valentin Retailleau (FRA)      | 91e                            |
| 7                              | Damien Touzé (FRA)             | 24e                            |

| Groupama-FDJ GFC | Groupama-FDJ GFC      | Groupama-FDJ GFC |
| ---------------- | --------------------- | ---------------- |
| Num              | Coureur               | Pos              |
| 11               | Cyril Barthe (FRA)    | 86e              |
| 12               | Kevin Geniets (LUX)   | 1er              |
| 13               | Maxime Decomble (FRA) | 37e              |
| 14               | Quentin Pacher (FRA)  | 6e               |
| 15               | Rémy Rochas (FRA)     | 14e              |
| 16               | Marc Sarreau (FRA)    | 87e              |
| 17               | Thibaud Gruel (FRA)   | 84e              |

| Arkéa-B&B Hotels ARK | Arkéa-B&B Hotels ARK     | Arkéa-B&B Hotels ARK |
| -------------------- | ------------------------ | -------------------- |
| Num                  | Coureur                  | Pos                  |
| 21                   | Amaury Capiot (BEL)      | 22e                  |
| 22                   | Thibault Guernalec (FRA) | 95e                  |
| 23                   | Simon Guglielmi (FRA)    | 99e                  |
| 24                   | Mathis Le Berre (FRA)    | 42e                  |
| 25                   | Luca Mozzato (ITA)       | 123e                 |
| 26                   | Alan Riou (FRA)          | 122e                 |
| 27                   | Kévin Vauquelin (FRA)    | 3e                   |

| Cofidis COF | Cofidis COF           | Cofidis COF |
| ----------- | --------------------- | ----------- |
| Num         | Coureur               | Pos         |
| 31          | Axel Zingle (FRA)     | AB          |
| 32          | Thomas Champion (FRA) | 13e         |
| 33          | Alexis Gougeard (FRA) | 67e         |
| 34          | Stefano Oldani (ITA)  | AB          |
| 35          | Anthony Perez (FRA)   | 19e         |
| 36          | Hugo Toumire (FRA)    | 90e         |
| 37          | Harrison Wood (GBR)   | 57e         |

| Alpecin-Deceuninck ADC | Alpecin-Deceuninck ADC  | Alpecin-Deceuninck ADC |
| ---------------------- | ----------------------- | ---------------------- |
| Num                    | Coureur                 | Pos                    |
| 41                     | Ramses Debruyne (BEL)   | 65e                    |
| 42                     | Robbe Ghys (BEL)        | 116e                   |
| 43                     | Timo Kielich (BEL)      | 21e                    |
| 44                     | Axel Laurance (FRA)     | 28e                    |
| 45                     | Senne Leysen (BEL)      | 76e                    |
| 46                     | Xandro Meurisse (BEL)   | 56e                    |
| 47                     | Edward Planckaert (BEL) | 117e                   |

| TotalEnergies TEN | TotalEnergies TEN        | TotalEnergies TEN |
| ----------------- | ------------------------ | ----------------- |
| Num               | Coureur                  | Pos               |
| 51                | Mathieu Burgaudeau (FRA) | 33e               |
| 52                | Sandy Dujardin (FRA)     | 93e               |
| 53                | Valentin Ferron (FRA)    | 69e               |
| 54                | Alexis Vuillermoz (FRA)  | 17e               |
| 55                | Jordan Jegat (FRA)       | 101e              |
| 56                | Alan Jousseaume (FRA)    | 64e               |
| 57                | Baptiste Vadic (FRA)     | 89e               |

| Lotto Dstny LTD | Lotto Dstny LTD          | Lotto Dstny LTD |
| --------------- | ------------------------ | --------------- |
| Num             | Coureur                  | Pos             |
| 61              | Jenno Berckmoes (BEL)    | 7e              |
| 62              | Jarrad Drizners (AUS)    | 55e             |
| 63              | Sébastien Grignard (BEL) | 51e             |
| 64              | Milan Menten (BEL)       | 97e             |
| 65              | Alec Segaert (BEL)       | 52e             |
| 66              | Liam Slock (BEL)         | AB              |
| 67              | Brent Van Moer (BEL)     | 12e             |

| Uno-X Mobility UXM | Uno-X Mobility UXM            | Uno-X Mobility UXM |
| ------------------ | ----------------------------- | ------------------ |
| Num                | Coureur                       | Pos                |
| 71                 | Jonas Abrahamsen (NOR)        | 20e                |
| 72                 | Magnus Cort Nielsen (DEN)     | 46e                |
| 73                 | Markus Hoelgaard (NOR)        | 15e                |
| 74                 | Jonas Iversby Hvideberg (NOR) | 80e                |
| 75                 | Andreas Leknessund (NOR)      | 40e                |
| 76                 | Sakarias Koller Løland (NOR)  | 81e                |
| 77                 | Rasmus Tiller (NOR)           | 61e                |

| Equipo Kern Pharma EKP | Equipo Kern Pharma EKP   | Equipo Kern Pharma EKP |
| ---------------------- | ------------------------ | ---------------------- |
| Num                    | Coureur                  | Pos                    |
| 81                     | Pau Miquel (ESP)         | 5e                     |
| 82                     | Urko Berrade (ESP)       | 66e                    |
| 83                     | Danny van der Tuuk (POL) | 124e                   |
| 84                     | Martí Márquez (ESP)      | 118e                   |
| 85                     | Francisco Galván (ESP)   | 30e                    |
| 86                     | Mikel Retegi (ESP)       | 59e                    |
| 87                     | Hugo Aznar (ESP)         | AB                     |

| Caja Rural-Seguros RGA CJR | Caja Rural-Seguros RGA CJR | Caja Rural-Seguros RGA CJR |
| -------------------------- | -------------------------- | -------------------------- |
| Num                        | Coureur                    | Pos                        |
| 91                         | Mulu Hailemichael (ETH)    | 73e                        |
| 92                         | David González López (ESP) | 23e                        |
| 93                         | Thomas Silva (URU)         | 63e                        |
| 94                         | Joel Nicolau (ESP)         | 26e                        |
| 95                         | Eduard Prades (ESP)        | 8e                         |
| 96                         | Michal Schlegel (CZE)      | 44e                        |
| 97                         | Gorka Sorarrain (ESP)      | 35e                        |

| Bingoal WB BWB | Bingoal WB BWB         | Bingoal WB BWB |
| -------------- | ---------------------- | -------------- |
| Num            | Coureur                | Pos            |
| 101            | Cériel Desal (BEL)     | 112e           |
| 102            | Marco Tizza (ITA)      | 32e            |
| 103            | Luca Van Boven (BEL)   | 58e            |
| 104            | Kenneth Van Rooy (BEL) | 34e            |
| 105            | Jelle Vermoote (BEL)   | 29e            |
| 106            | Loïc Vliegen (BEL)     | 111e           |
| 107            | Giacomo Villa (ITA)    | 27e            |

| Team Flanders-Baloise TFB | Team Flanders-Baloise TFB | Team Flanders-Baloise TFB |
| ------------------------- | ------------------------- | ------------------------- |
| Num                       | Coureur                   | Pos                       |
| 111                       | Arno Claeys (BEL)         | 60e                       |
| 112                       | Alex Colman (BEL)         | AB                        |
| 113                       | Gilles De Wilde (BEL)     | 77e                       |
| 114                       | Jules Hesters (BEL)       | 104e                      |
| 115                       | Vincent Van Hemelen (BEL) | 85e                       |
| 116                       | Kamiel Bonneu (BEL)       | 113e                      |
| 117                       | Ward Vanhoof (BEL)        | 71e                       |

| Tudor Pro Cycling Team TUD | Tudor Pro Cycling Team TUD   | Tudor Pro Cycling Team TUD |
| -------------------------- | ---------------------------- | -------------------------- |
| Num                        | Coureur                      | Pos                        |
| 121                        | Marco Brenner (GER)          | 43e                        |
| 122                        | Lucas Eriksson (SWE) (route) | 41e                        |
| 123                        | Miká Heming (GER)            | AB                         |
| 124                        | Arthur Kluckers (LUX)        | 38e                        |
| 125                        | Florian Stork (GER)          | 18e                        |
| 126                        | Joël Suter (SUI)             | AB                         |
| 127                        | Matteo Trentin (ITA)         | 9e                         |

| Team Corratec-Vini Fantini COR | Team Corratec-Vini Fantini COR | Team Corratec-Vini Fantini COR |
| ------------------------------ | ------------------------------ | ------------------------------ |
| Num                            | Coureur                        | Pos                            |
| 131                            | Valerio Conti (ITA)            | 11e                            |
| 132                            | Valentin Darbellay (SUI)       | 106e                           |
| 133                            | Marco Murgano (ITA)            | 36e                            |
| 134                            | Jan Stöckli (SUI)              | 78e                            |
| 135                            | Etienne van Empel (NED)        | 119e                           |
| 136                            | Alessandro Monaco (ITA)        | 109e                           |
| 137                            | Andrii Ponomar (UKR)           | 62e                            |

| Saint Michel-Mavic-Auber 93 AUB | Saint Michel-Mavic-Auber 93 AUB | Saint Michel-Mavic-Auber 93 AUB |
| ------------------------------- | ------------------------------- | ------------------------------- |
| Num                             | Coureur                         | Pos                             |
| 141                             | Alexandre Delettre (FRA)        | 25e                             |
| 142                             | Jérémy Cabot (FRA)              | 45e                             |
| 143                             | Théo Delacroix (FRA)            | 53e                             |
| 144                             | Dillon Corkery (IRL)            | 108e                            |
| 145                             | Joris Delbove (FRA)             | 70e                             |
| 146                             | Romain Cardis (FRA)             | 126e                            |
| 147                             | Lucas Beneteau (FRA)            | 54e                             |

| Van Rysel-Roubaix VRR | Van Rysel-Roubaix VRR     | Van Rysel-Roubaix VRR |
| --------------------- | ------------------------- | --------------------- |
| Num                   | Coureur                   | Pos                   |
| 151                   | Thomas Boudat (FRA)       | 96e                   |
| 152                   | Rémi Capron (FRA)         | 94e                   |
| 153                   | Célestin Guillon (FRA)    | AB                    |
| 154                   | Maxime Jarnet (FRA)       | 47e                   |
| 155                   | Maximilien Juillard (FRA) | 105e                  |
| 156                   | Emmanuel Morin (FRA)      | 48e                   |
| 157                   | Kenny Molly (BEL)         | 92e                   |

| Nice Métropole Côte d'Azur NMC | Nice Métropole Côte d'Azur NMC | Nice Métropole Côte d'Azur NMC |
| ------------------------------ | ------------------------------ | ------------------------------ |
| Num                            | Coureur                        | Pos                            |
| 161                            | Jonathan Couanon (FRA)         | 49e                            |
| 162                            | Alexander Konijn (NED)         | 100e                           |
| 163                            | Damien Girard (FRA)            | 10e                            |
| 164                            | Paul Hennequin (FRA)           | 121e                           |
| 165                            | Jean-Louis Le Ny (FRA)         | 98e                            |
| 166                            | Andrea Mifsud                  | 102e                           |
| 167                            | Axel Narbonne-Zuccarelli (FRA) | 88e                            |

| Beltrami TSA-Tre Colli BTC | Beltrami TSA-Tre Colli BTC | Beltrami TSA-Tre Colli BTC |
| -------------------------- | -------------------------- | -------------------------- |
| Num                        | Coureur                    | Pos                        |
| 171                        | Alex Raimondi (ITA)        | 72e                        |
| 172                        | Andrea Biancalani (ITA)    | 120e                       |
| 173                        | Edoardo Burani (ITA)       | 79e                        |
| 174                        | Gabriel Fede (ITA)         | AB                         |
| 175                        | Nicola Rossi (ITA)         | 110e                       |
| 176                        | Michael Vanni (ITA)        | 125e                       |
| 177                        | Giacomo Tagliavini (ITA)   | 127e                       |

| Philippe Wagner-Bazin PWB | Philippe Wagner-Bazin PWB | Philippe Wagner-Bazin PWB |
| ------------------------- | ------------------------- | ------------------------- |
| Num                       | Coureur                   | Pos                       |
| 181                       | Alan Boileau (FRA)        | AB                        |
| 182                       | Thomas Devaux (FRA)       | AB                        |
| 183                       | Alexis Guérin (FRA)       | 68e                       |
| 184                       | Alexandre Kess (LUX)      | AB                        |
| 185                       | Gwen Leclainche (FRA)     | 83e                       |
| 186                       | Enrico Dhaeye (BEL)       | 115e                      |
| 187                       | Théo Bonnet (BEL)         | 107e                      |

| CIC U Nantes Atlantique UCN | CIC U Nantes Atlantique UCN | CIC U Nantes Atlantique UCN |
| --------------------------- | --------------------------- | --------------------------- |
| Num                         | Coureur                     | Pos                         |
| 191                         | Yaël Joalland (FRA)         | AB                          |
| 192                         | Pierre-Henry Basset (FRA)   | 82e                         |
| 193                         | Clément Braz Afonso (FRA)   | 31e                         |
| 194                         | Léo Danès (FRA)             | 50e                         |
| 195                         | Maël Guégan (FRA)           | 74e                         |
| 196                         | Artus Jaladeau (FRA)        | 103e                        |
| 197                         | Matisse Julien (CAN)        | 75e                         |

| Decathlon-AG2R La Mondiale DAT | Decathlon-AG2R La Mondiale DAT | Decathlon-AG2R La Mondiale DAT |
| ------------------------------ | ------------------------------ | ------------------------------ |
| Num                            | Coureur                        | Pos                            |
| 1                              | Aurélien Paret-Peintre (FRA)   | 16e                            |
| 2                              | Alex Baudin (FRA)              | 2e                             |
| 3                              | Sander De Pestel (BEL)         | 114e                           |
| 4                              | Pierre Gautherat (FRA)         | 4e                             |
| 5                              | Jordan Labrosse (FRA)          | 39e                            |
| 6                              | Valentin Retailleau (FRA)      | 91e                            |
| 7                              | Damien Touzé (FRA)             | 24e                            |

| Groupama-FDJ GFC | Groupama-FDJ GFC      | Groupama-FDJ GFC |
| ---------------- | --------------------- | ---------------- |
| Num              | Coureur               | Pos              |
| 11               | Cyril Barthe (FRA)    | 86e              |
| 12               | Kevin Geniets (LUX)   | 1er              |
| 13               | Maxime Decomble (FRA) | 37e              |
| 14               | Quentin Pacher (FRA)  | 6e               |
| 15               | Rémy Rochas (FRA)     | 14e              |
| 16               | Marc Sarreau (FRA)    | 87e              |
| 17               | Thibaud Gruel (FRA)   | 84e              |

| Arkéa-B&B Hotels ARK | Arkéa-B&B Hotels ARK     | Arkéa-B&B Hotels ARK |
| -------------------- | ------------------------ | -------------------- |
| Num                  | Coureur                  | Pos                  |
| 21                   | Amaury Capiot (BEL)      | 22e                  |
| 22                   | Thibault Guernalec (FRA) | 95e                  |
| 23                   | Simon Guglielmi (FRA)    | 99e                  |
| 24                   | Mathis Le Berre (FRA)    | 42e                  |
| 25                   | Luca Mozzato (ITA)       | 123e                 |
| 26                   | Alan Riou (FRA)          | 122e                 |
| 27                   | Kévin Vauquelin (FRA)    | 3e                   |

| Cofidis COF | Cofidis COF           | Cofidis COF |
| ----------- | --------------------- | ----------- |
| Num         | Coureur               | Pos         |
| 31          | Axel Zingle (FRA)     | AB          |
| 32          | Thomas Champion (FRA) | 13e         |
| 33          | Alexis Gougeard (FRA) | 67e         |
| 34          | Stefano Oldani (ITA)  | AB          |
| 35          | Anthony Perez (FRA)   | 19e         |
| 36          | Hugo Toumire (FRA)    | 90e         |
| 37          | Harrison Wood (GBR)   | 57e         |

| Alpecin-Deceuninck ADC | Alpecin-Deceuninck ADC  | Alpecin-Deceuninck ADC |
| ---------------------- | ----------------------- | ---------------------- |
| Num                    | Coureur                 | Pos                    |
| 41                     | Ramses Debruyne (BEL)   | 65e                    |
| 42                     | Robbe Ghys (BEL)        | 116e                   |
| 43                     | Timo Kielich (BEL)      | 21e                    |
| 44                     | Axel Laurance (FRA)     | 28e                    |
| 45                     | Senne Leysen (BEL)      | 76e                    |
| 46                     | Xandro Meurisse (BEL)   | 56e                    |
| 47                     | Edward Planckaert (BEL) | 117e                   |

| TotalEnergies TEN | TotalEnergies TEN        | TotalEnergies TEN |
| ----------------- | ------------------------ | ----------------- |
| Num               | Coureur                  | Pos               |
| 51                | Mathieu Burgaudeau (FRA) | 33e               |
| 52                | Sandy Dujardin (FRA)     | 93e               |
| 53                | Valentin Ferron (FRA)    | 69e               |
| 54                | Alexis Vuillermoz (FRA)  | 17e               |
| 55                | Jordan Jegat (FRA)       | 101e              |
| 56                | Alan Jousseaume (FRA)    | 64e               |
| 57                | Baptiste Vadic (FRA)     | 89e               |

| Lotto Dstny LTD | Lotto Dstny LTD          | Lotto Dstny LTD |
| --------------- | ------------------------ | --------------- |
| Num             | Coureur                  | Pos             |
| 61              | Jenno Berckmoes (BEL)    | 7e              |
| 62              | Jarrad Drizners (AUS)    | 55e             |
| 63              | Sébastien Grignard (BEL) | 51e             |
| 64              | Milan Menten (BEL)       | 97e             |
| 65              | Alec Segaert (BEL)       | 52e             |
| 66              | Liam Slock (BEL)         | AB              |
| 67              | Brent Van Moer (BEL)     | 12e             |

| Uno-X Mobility UXM | Uno-X Mobility UXM            | Uno-X Mobility UXM |
| ------------------ | ----------------------------- | ------------------ |
| Num                | Coureur                       | Pos                |
| 71                 | Jonas Abrahamsen (NOR)        | 20e                |
| 72                 | Magnus Cort Nielsen (DEN)     | 46e                |
| 73                 | Markus Hoelgaard (NOR)        | 15e                |
| 74                 | Jonas Iversby Hvideberg (NOR) | 80e                |
| 75                 | Andreas Leknessund (NOR)      | 40e                |
| 76                 | Sakarias Koller Løland (NOR)  | 81e                |
| 77                 | Rasmus Tiller (NOR)           | 61e                |

| Equipo Kern Pharma EKP | Equipo Kern Pharma EKP   | Equipo Kern Pharma EKP |
| ---------------------- | ------------------------ | ---------------------- |
| Num                    | Coureur                  | Pos                    |
| 81                     | Pau Miquel (ESP)         | 5e                     |
| 82                     | Urko Berrade (ESP)       | 66e                    |
| 83                     | Danny van der Tuuk (POL) | 124e                   |
| 84                     | Martí Márquez (ESP)      | 118e                   |
| 85                     | Francisco Galván (ESP)   | 30e                    |
| 86                     | Mikel Retegi (ESP)       | 59e                    |
| 87                     | Hugo Aznar (ESP)         | AB                     |

| Caja Rural-Seguros RGA CJR | Caja Rural-Seguros RGA CJR | Caja Rural-Seguros RGA CJR |
| -------------------------- | -------------------------- | -------------------------- |
| Num                        | Coureur                    | Pos                        |
| 91                         | Mulu Hailemichael (ETH)    | 73e                        |
| 92                         | David González López (ESP) | 23e                        |
| 93                         | Thomas Silva (URU)         | 63e                        |
| 94                         | Joel Nicolau (ESP)         | 26e                        |
| 95                         | Eduard Prades (ESP)        | 8e                         |
| 96                         | Michal Schlegel (CZE)      | 44e                        |
| 97                         | Gorka Sorarrain (ESP)      | 35e                        |

| Bingoal WB BWB | Bingoal WB BWB         | Bingoal WB BWB |
| -------------- | ---------------------- | -------------- |
| Num            | Coureur                | Pos            |
| 101            | Cériel Desal (BEL)     | 112e           |
| 102            | Marco Tizza (ITA)      | 32e            |
| 103            | Luca Van Boven (BEL)   | 58e            |
| 104            | Kenneth Van Rooy (BEL) | 34e            |
| 105            | Jelle Vermoote (BEL)   | 29e            |
| 106            | Loïc Vliegen (BEL)     | 111e           |
| 107            | Giacomo Villa (ITA)    | 27e            |

| Team Flanders-Baloise TFB | Team Flanders-Baloise TFB | Team Flanders-Baloise TFB |
| ------------------------- | ------------------------- | ------------------------- |
| Num                       | Coureur                   | Pos                       |
| 111                       | Arno Claeys (BEL)         | 60e                       |
| 112                       | Alex Colman (BEL)         | AB                        |
| 113                       | Gilles De Wilde (BEL)     | 77e                       |
| 114                       | Jules Hesters (BEL)       | 104e                      |
| 115                       | Vincent Van Hemelen (BEL) | 85e                       |
| 116                       | Kamiel Bonneu (BEL)       | 113e                      |
| 117                       | Ward Vanhoof (BEL)        | 71e                       |

| Tudor Pro Cycling Team TUD | Tudor Pro Cycling Team TUD   | Tudor Pro Cycling Team TUD |
| -------------------------- | ---------------------------- | -------------------------- |
| Num                        | Coureur                      | Pos                        |
| 121                        | Marco Brenner (GER)          | 43e                        |
| 122                        | Lucas Eriksson (SWE) (route) | 41e                        |
| 123                        | Miká Heming (GER)            | AB                         |
| 124                        | Arthur Kluckers (LUX)        | 38e                        |
| 125                        | Florian Stork (GER)          | 18e                        |
| 126                        | Joël Suter (SUI)             | AB                         |
| 127                        | Matteo Trentin (ITA)         | 9e                         |

| Team Corratec-Vini Fantini COR | Team Corratec-Vini Fantini COR | Team Corratec-Vini Fantini COR |
| ------------------------------ | ------------------------------ | ------------------------------ |
| Num                            | Coureur                        | Pos                            |
| 131                            | Valerio Conti (ITA)            | 11e                            |
| 132                            | Valentin Darbellay (SUI)       | 106e                           |
| 133                            | Marco Murgano (ITA)            | 36e                            |
| 134                            | Jan Stöckli (SUI)              | 78e                            |
| 135                            | Etienne van Empel (NED)        | 119e                           |
| 136                            | Alessandro Monaco (ITA)        | 109e                           |
| 137                            | Andrii Ponomar (UKR)           | 62e                            |

| Saint Michel-Mavic-Auber 93 AUB | Saint Michel-Mavic-Auber 93 AUB | Saint Michel-Mavic-Auber 93 AUB |
| ------------------------------- | ------------------------------- | ------------------------------- |
| Num                             | Coureur                         | Pos                             |
| 141                             | Alexandre Delettre (FRA)        | 25e                             |
| 142                             | Jérémy Cabot (FRA)              | 45e                             |
| 143                             | Théo Delacroix (FRA)            | 53e                             |
| 144                             | Dillon Corkery (IRL)            | 108e                            |
| 145                             | Joris Delbove (FRA)             | 70e                             |
| 146                             | Romain Cardis (FRA)             | 126e                            |
| 147                             | Lucas Beneteau (FRA)            | 54e                             |

| Van Rysel-Roubaix VRR | Van Rysel-Roubaix VRR     | Van Rysel-Roubaix VRR |
| --------------------- | ------------------------- | --------------------- |
| Num                   | Coureur                   | Pos                   |
| 151                   | Thomas Boudat (FRA)       | 96e                   |
| 152                   | Rémi Capron (FRA)         | 94e                   |
| 153                   | Célestin Guillon (FRA)    | AB                    |
| 154                   | Maxime Jarnet (FRA)       | 47e                   |
| 155                   | Maximilien Juillard (FRA) | 105e                  |
| 156                   | Emmanuel Morin (FRA)      | 48e                   |
| 157                   | Kenny Molly (BEL)         | 92e                   |

| Nice Métropole Côte d'Azur NMC | Nice Métropole Côte d'Azur NMC | Nice Métropole Côte d'Azur NMC |
| ------------------------------ | ------------------------------ | ------------------------------ |
| Num                            | Coureur                        | Pos                            |
| 161                            | Jonathan Couanon (FRA)         | 49e                            |
| 162                            | Alexander Konijn (NED)         | 100e                           |
| 163                            | Damien Girard (FRA)            | 10e                            |
| 164                            | Paul Hennequin (FRA)           | 121e                           |
| 165                            | Jean-Louis Le Ny (FRA)         | 98e                            |
| 166                            | Andrea Mifsud                  | 102e                           |
| 167                            | Axel Narbonne-Zuccarelli (FRA) | 88e                            |

| Beltrami TSA-Tre Colli BTC | Beltrami TSA-Tre Colli BTC | Beltrami TSA-Tre Colli BTC |
| -------------------------- | -------------------------- | -------------------------- |
| Num                        | Coureur                    | Pos                        |
| 171                        | Alex Raimondi (ITA)        | 72e                        |
| 172                        | Andrea Biancalani (ITA)    | 120e                       |
| 173                        | Edoardo Burani (ITA)       | 79e                        |
| 174                        | Gabriel Fede (ITA)         | AB                         |
| 175                        | Nicola Rossi (ITA)         | 110e                       |
| 176                        | Michael Vanni (ITA)        | 125e                       |
| 177                        | Giacomo Tagliavini (ITA)   | 127e                       |

| Philippe Wagner-Bazin PWB | Philippe Wagner-Bazin PWB | Philippe Wagner-Bazin PWB |
| ------------------------- | ------------------------- | ------------------------- |
| Num                       | Coureur                   | Pos                       |
| 181                       | Alan Boileau (FRA)        | AB                        |
| 182                       | Thomas Devaux (FRA)       | AB                        |
| 183                       | Alexis Guérin (FRA)       | 68e                       |
| 184                       | Alexandre Kess (LUX)      | AB                        |
| 185                       | Gwen Leclainche (FRA)     | 83e                       |
| 186                       | Enrico Dhaeye (BEL)       | 115e                      |
| 187                       | Théo Bonnet (BEL)         | 107e                      |

| CIC U Nantes Atlantique UCN | CIC U Nantes Atlantique UCN | CIC U Nantes Atlantique UCN |
| --------------------------- | --------------------------- | --------------------------- |
| Num                         | Coureur                     | Pos                         |
| 191                         | Yaël Joalland (FRA)         | AB                          |
| 192                         | Pierre-Henry Basset (FRA)   | 82e                         |
| 193                         | Clément Braz Afonso (FRA)   | 31e                         |
| 194                         | Léo Danès (FRA)             | 50e                         |
| 195                         | Maël Guégan (FRA)           | 74e                         |
| 196                         | Artus Jaladeau (FRA)        | 103e                        |
| 197                         | Matisse Julien (CAN)        | 75e                         |